# قفل مغناطیسی برقی

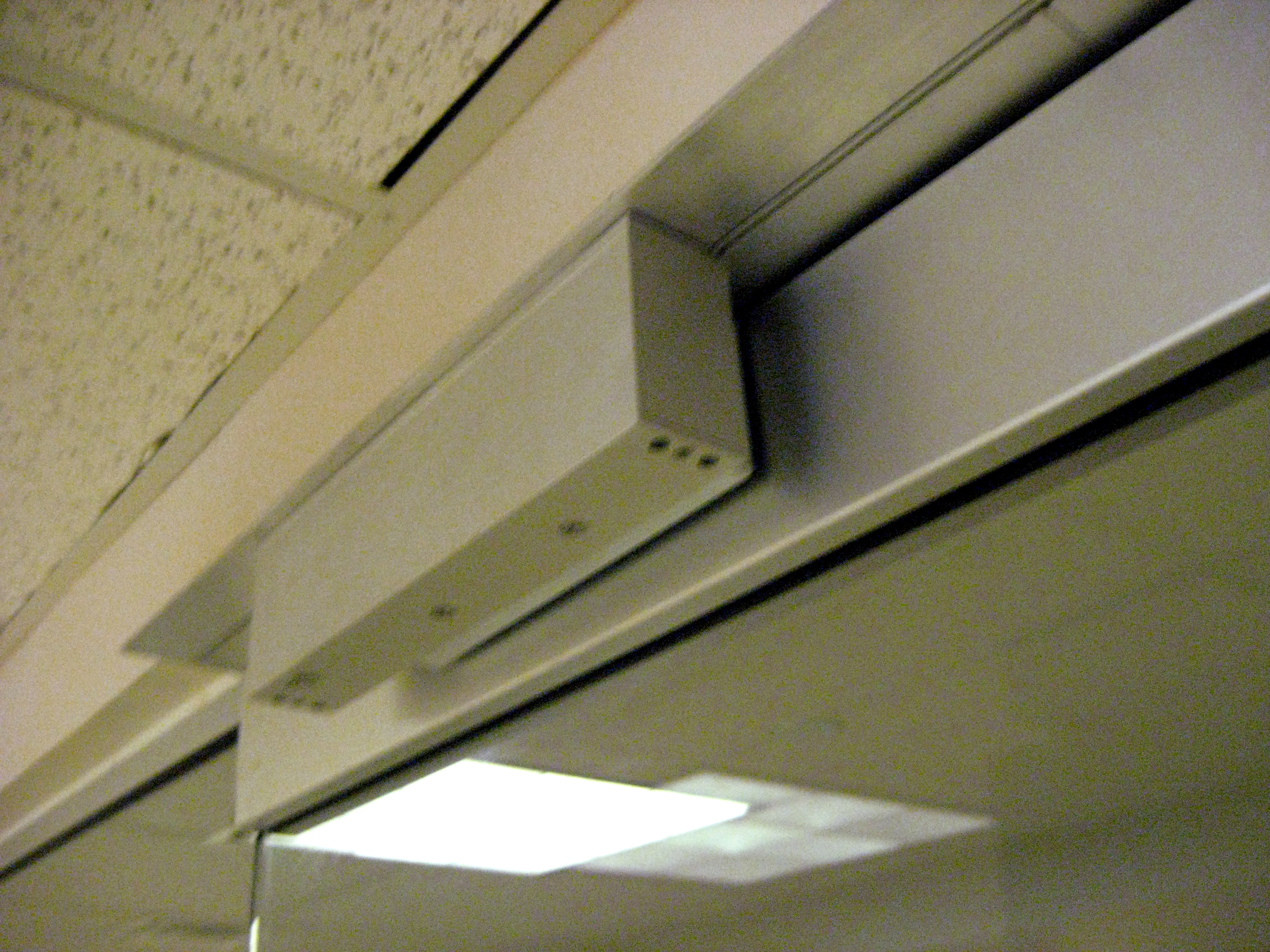
قفل مغناطیسی نصب شده در قسمت بالایی چارچوب

## تاریخچه
نخستین قفل الکترومغناطیسی (به انگلیسی: Electromagnetic lock) مدرن، توسط سامنر (اروینگ) سافیرستن [به انگلیسی:Sumner "Irving" Saphirstein] در سال ۱۹۶۹ برای نصب اولیه در درب مجمع مونترال طراحی شده بود. قفل مغناطیسی (الکترومغناطیسی) یک نوع قفل از انواع قفل‌های برقی است. بخش الکترومغناطیسی به چارچوب و یک ورق آهن به در نصب می‌شود.

## امنیت قفل
در این نوع قفل بر خلاف قفل مقابل برقی که قابلیت (normal close (NC دارد با قطع منبع تغذیه قفل غیرفعال می‌شود به همین دلیل در مکان‌های حساس و با امنیت بالا استفاده نمی‌شود. وزن قابل تحمل قفل (۶۰۰ پوند) ۲۷۲ کیلوگرم تا (۱۲۰۰ پوند) ۵۴۴ کیلوگرم است.

## کاربرد
این نوع قفل مثل دیگر قفل‌های برقی از جمله قفل مقابل برقی و قفل مغناطیس بولتی در سیستم مدیریت ساختمان BMS و سیستم کنترل دسترسی کارایی دارند.